# Allopeba
Allopeba is een kevergeslacht uit de familie van de boktorren (Cerambycidae). De wetenschappelijke naam van het geslacht werd voor het eerst geldig gepubliceerd in 1999 door Napp & Reynaud.

## Soorten
Allopeba omvat de volgende soorten:
- Allopeba paranaensis (Napp & Reynaud, 1998)
- Allopeba quadripunctata (Lucas, 1859)
- Allopeba signaticornis (Lucas, 1859)